# Skagerrak-Brücke (Cochem)
Die Skagerrak-Brücke ist eine Brücke über die Mosel in Cochem. Erbaut wurde die Straßenbrücke in den Jahren 1925–1926. Die Einweihung erfolgte am 23. Januar 1927 durch Johannes Fuchs, den Oberpräsidenten der Rheinprovinz. Benannt wurde die Brücke nach der Skagerrakschlacht von 1916. Sie verbindet den Ortsteil Cond mit Cochem und hat eine Länge von 330 Metern.

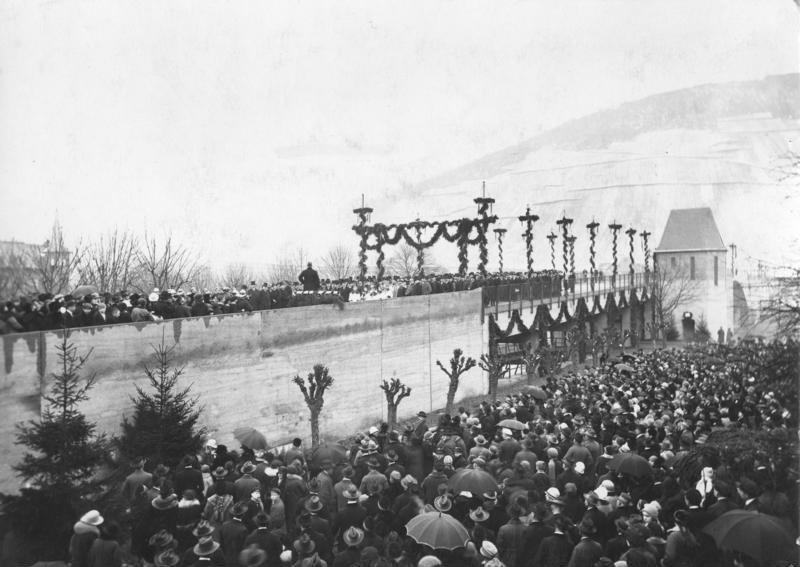
Die Einweihung der Skagerrak-Brücke am 23. Januar 1927